# Microsynodontis christyi
Microsynodontis christyi är en fiskart som beskrevs av Boulenger, 1920. Microsynodontis christyi ingår i släktet Microsynodontis, och familjen Mochokidae. IUCN kategoriserar arten globalt som livskraftig. Inga underarter finns listade.